# Rivière Duval
Pour les articles homonymes, voir Duval.
La rivière Duval coule dans le territoire non organisé de Rivière-Bonaventure (canton de Garin) et dans la municipalité de Saint-Elzéar (Bonaventure), dans la municipalité régionale de comté (MRC) de Bonaventure, dans la région administrative de la Gaspésie-Îles-de-la-Madeleine, au Québec, au Canada.
La rivière Duval est un affluent de la rive Est de la rivière Bonaventure laquelle coule vers le Sud pour se déverser sur la rive Nord de la Baie-des-Chaleurs.

## Géographie
La rivière Duval prend sa source de ruisseaux de montagne dans le canton de Garin, dans le territoire non organisé de Rivière-Bonaventure. Cette source draine une petite vallée qui se relie vers le Nord à la vallée de la rivière Garin.
La source de la rivière Duval se situe en zone montagneuse à :
- 3,5 km à l'Ouest de la limite du canton de Honorat ;
- 1,2 km au Sud du cours de la rivière Garin ;
- 16,0 km au Nord-Est de la confluence de la rivière Duval ;
- 26,4 km au Nord-Est de l'embouchure du "Havre de Beaubassin" dans lequel se déverse la rivière Bonaventure.

À partir de sa source, le cours de la rivière coule sur 21,7 km surtout en zones forestières, selon les segments suivants :
Cours supérieur de la rivière (segment de 6,6 km)
- 2,8 km vers l'Ouest, puis vers le Sud, dans le territoire non organisé de Rivière-Bonaventure, jusqu'à la confluence d'un ruisseau Duval Est (venant de l'Est) ;
- 1,9 km vers le Sud, jusqu'à la rive Nord-Ouest du "Lac Duval supérieur" (longueur : 0,7 km ; altitude : 228 m) ;
- 0,4 km vers le Sud en traversant le "Lac Duval supérieur", jusqu'à son embouchure ;
- 1,5 km vers le Sud, jusqu'à la rive Nord-Ouest du Lac Duval (longueur : 1,1 km ; altitude : 208 m) ;
- 1,0 km vers le Sud en traversant le Lac Duval, incluant la partie Sud du lac, jusqu'à son embouchure.

Cours inférieur de la rivière (segment de 15,1 km)
- 1,1 km vers le Sud, jusqu'à la limite de la municipalité de Saint-Elzéar ;
- 1,2 km vers le Sud dans Saint-Elzéar, jusqu'à la confluence d'un ruisseau (venant du Nord-Est) ;
- 2,7 km vers le Sud-Ouest, jusqu'à la confluence d'un ruisseau (venant du Sud-Est) ;
- 2,5 km vers le Nord-Ouest, jusqu'à la confluence d'un ruisseau (venant du Nord) ;
- 2,2 km vers le Sud-Ouest, jusqu'à la confluence d'un ruisseau (venant du Nord) ;
- 2,6 km vers le Sud-Ouest, jusqu'au cours d'eau Conrad-Poirier (venant de l'Est) ;
- 2,8 km vers le Sud-Ouest, jusqu'à sa confluence[3].

La rivière Duval se déverse sur la rive Est de la rivière Bonaventure face à limite entre Saint-Elzéar, Bonaventure et Saint-Siméon. La confluence de la rivière Duval est située à 13,4 km au Nord-Est de l'embouchure du "Havre de Beaubassin" dans lequel se déverse la rivière Bonaventure.

## Toponymie
Le terme "Duval" constitue un patronyme de famille d'origine française.
Le toponyme "rivière Duval" a été officialisé le 5 décembre 1968 à la Commission de toponymie du Québec.